# تشاد هانسن
تشاد هانسن (بالإنجليزية: Chad Hansen)‏ هو لاعب كرة قدم أمريكية أمريكي، ولد في 18 يناير 1995 في فيلموري في الولايات المتحدة.

## روابط خارجية
- تشاد هانسن على موقع مرجع كرة القدم المحترفة.كوم (الإنجليزية)